# Adrián Manuel González
Adrián Manuel González (Moreno, Argentina; 5 de octubre de 1972) es un exfutbolista y entrenador argentino. Es segundo entrenador en Banfield desde 2022.
Como futbolista, se desempeñaba de defensa, pasó toda su carrera en Argentina y disputó 138 encuentros de primera división.

## Trayectoria
Formado en las inferiores de San Lorenzo, debutó en el primer equipo a los 19 años. Entre sus compañeros de equipo estaban Oscar Passet, Beto Acosta y Pipo Gorosito. Tras un paso por Armenio y Los Andes, en este último jugó 168 partidos, González llegó a Banfield. En el taladro, el defensor disputó más de 200 partidos durante dos etapas. Terminó su carrera como jugador en el Club Almagro en 2010.
Tras su retiro, comenzó su carrera como entrenador en las inferiores de Banfield en 2012, y luego como asistente en el primer equipo.

## Clubes

### Como jugador
| Club                        | País      | Año       |
| --------------------------- | --------- | --------- |
| San Lorenzo                 | Argentina | 1991-1993 |
| Armenio                     | Argentina | 1993-1994 |
| Los Andes                   | Argentina | 1994-1999 |
| Banfield                    | Argentina | 1999-2006 |
| Colón (préstamo)            | Argentina | 2003-2004 |
| Estudiantes (LP) (préstamo) | Argentina | 2004-2005 |
| Nueva Chicago               | Argentina | 2006-2007 |
| Platense                    | Argentina | 2007-2008 |
| Sarmiento (Junín)           | Argentina | 2008-2009 |
| Almagro                     | Argentina | 2009-2010 |